# Eduardo Liceaga
Eduardo Liceaga Torres (Guanajuato, 13 de octubre de 1839 - 14 de enero de 1920) fue un médico mexicano conocido como el "higienista más distinguido de México de finales del siglo XIX". Estuvo involucrado en la creación del Hospital General de México que, precisamente, lleva su nombre.

## Primeros años y educación
Eduardo Liceaga Torres nació el 13 de octubre de 1839, en la ciudad de Guanajuato, el hijo del Dr. Francisco Liceaga y Trinidad Torres de Liceaga. Fue educado en el Colegio de San Gregorio, Ciudad de México, donde tomó el primer premio en latín, y más tarde en el Colegio del Estado de Guanajuato, ganando premios y allí mención de honor. Su educación médica se recibió en la Escuela Nacional de Medicina en la Ciudad de México, donde se graduó en 1866. El emperador Maximiliano I le otorgó el grado de cirujano y una medalla de oro.

## Profesión
Comenzó su práctica médica poco después en la Ciudad de México. Durante muchos años fue profesor de cirugía en su alma mater, y se convirtió en su director, sirviendo a partir de 1904 hasta 1910. En 1913 fue nombrado director honorario. Durante veinticinco años fue director del Hospital Materno Infantil.
Representó a México en numerosos congresos internacionales, incluido el Congreso de Salud Pública en Viena, Austria; el Congreso de Medicina de Moscú; el Congreso de la Tuberculosis, y el Congreso de Higiene y Demografía, tanto en Washington; el primer y tercer Congresos Panamericanos, en Washington y La Habana, respectivamente, y las convenciones internacionales en Washington, México y Costa Rica. De 1893 a 1913 representó a México en las reuniones de la Asociación Americana de Salud Pública, que actúa como presidente de la asociación en 1896.
Escribió numerosos artículos científicos sobre la higiene y la salud pública, la medicina y la cirugía. La Academia Nacional de Medicina de México hizo un premio especial para él por su trabajo en "La luxación de la clavícula." Fue durante muchos años presidente de la Junta de Salud de México, durante el cual se llevaron a cabo en tiempo muchas campañas activas contra las enfermedades y las nuevas medidas inaugurado. Tomó parte activa en la redacción del Código Sanitario de la Ciudad de México, y fue miembro de la comisión encargada de la construcción del Hospital General de esa Ciudad. Durante su administración se estableció la vacunación contra la rabia, la fiebre amarilla a lo largo de la costa del Golfo, y la peste bubónica en Mazatlán fueron puestos bajo control.

## Premios y reconocimientos
- La condecoración Eduardo Liceaga se otorga a las personas servidoras públicas y otras personas que se han distinguido por sus méritos a la salud.[7] Es el mayor reconocimiento que presenta el Consejo de Salubridad General de México.
- La calle "Doctor Liceaga" de la colonia Doctores de la Ciudad de México.